# Grande Escursione Appenninica
La Grande Escursione Appenninica (GEA) è un itinerario escursionistico lungo 425 km che copre tutto l'Appennino tosco-romagnolo e tosco-emiliano, oggi suddivisibile in 28 tappe. Ideato nel 1981 da due esperti di trekking (Gianfranco Bracci e Alfonso Bietolini), e parte integrante del sentiero Italia e del Sentiero Europeo E1, realizzato grazie ad un intervento della Regione Toscana, delle varie comunità montane interessate e del Club Alpino Italiano di Toscana ed Emilia-Romagna, fu inaugurato ufficialmente dagli stessi ideatori, con la partecipazione di Reinhold Messner, nel giugno 1983.

## Caratteristiche

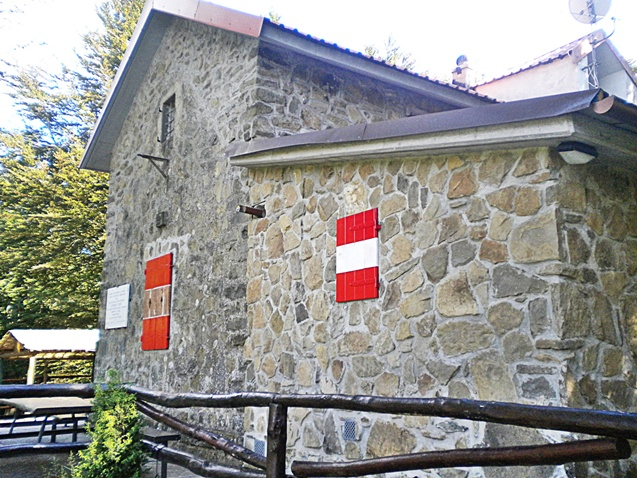
Rifugio Pacini

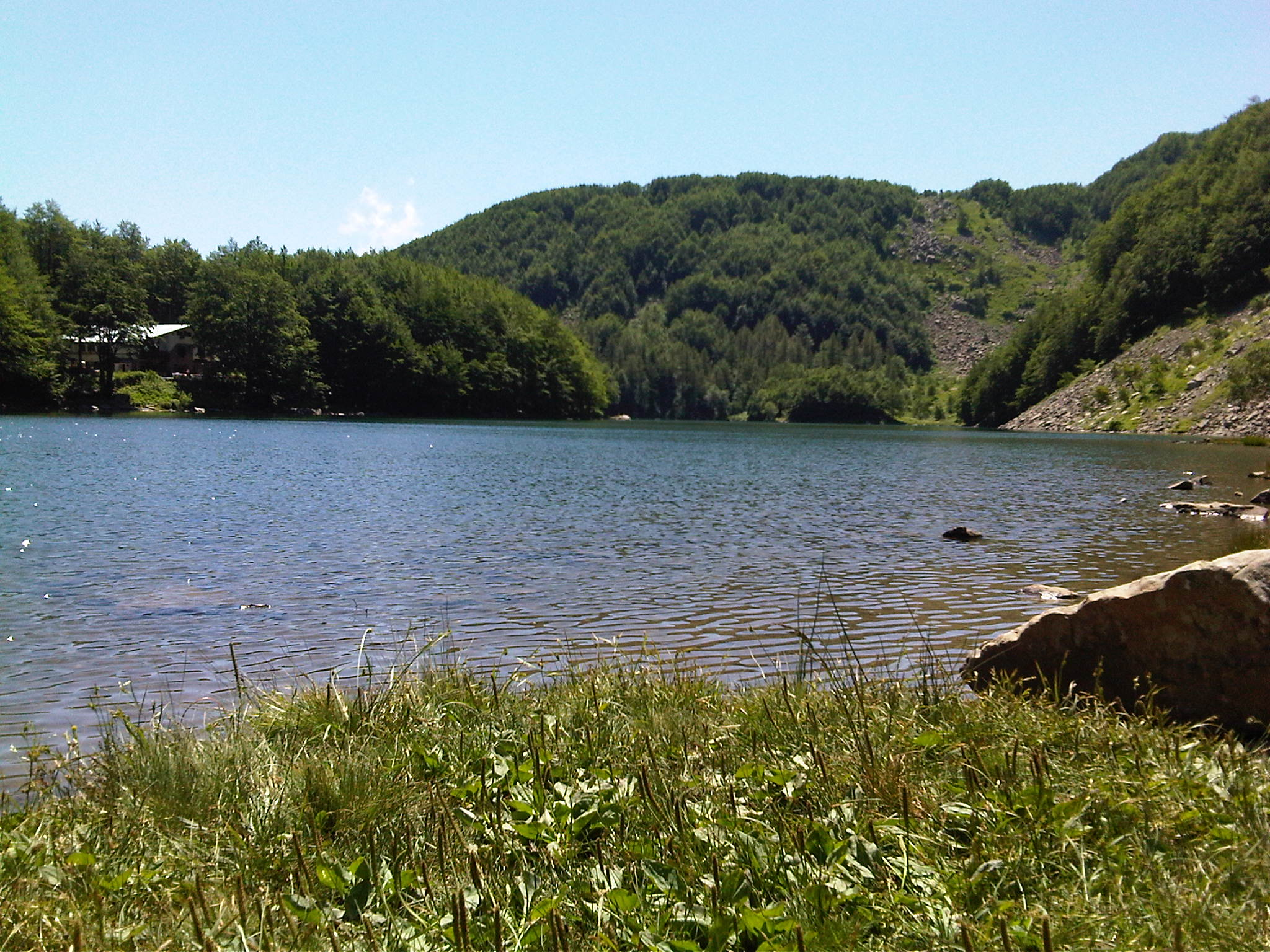
Lago Santo modenese

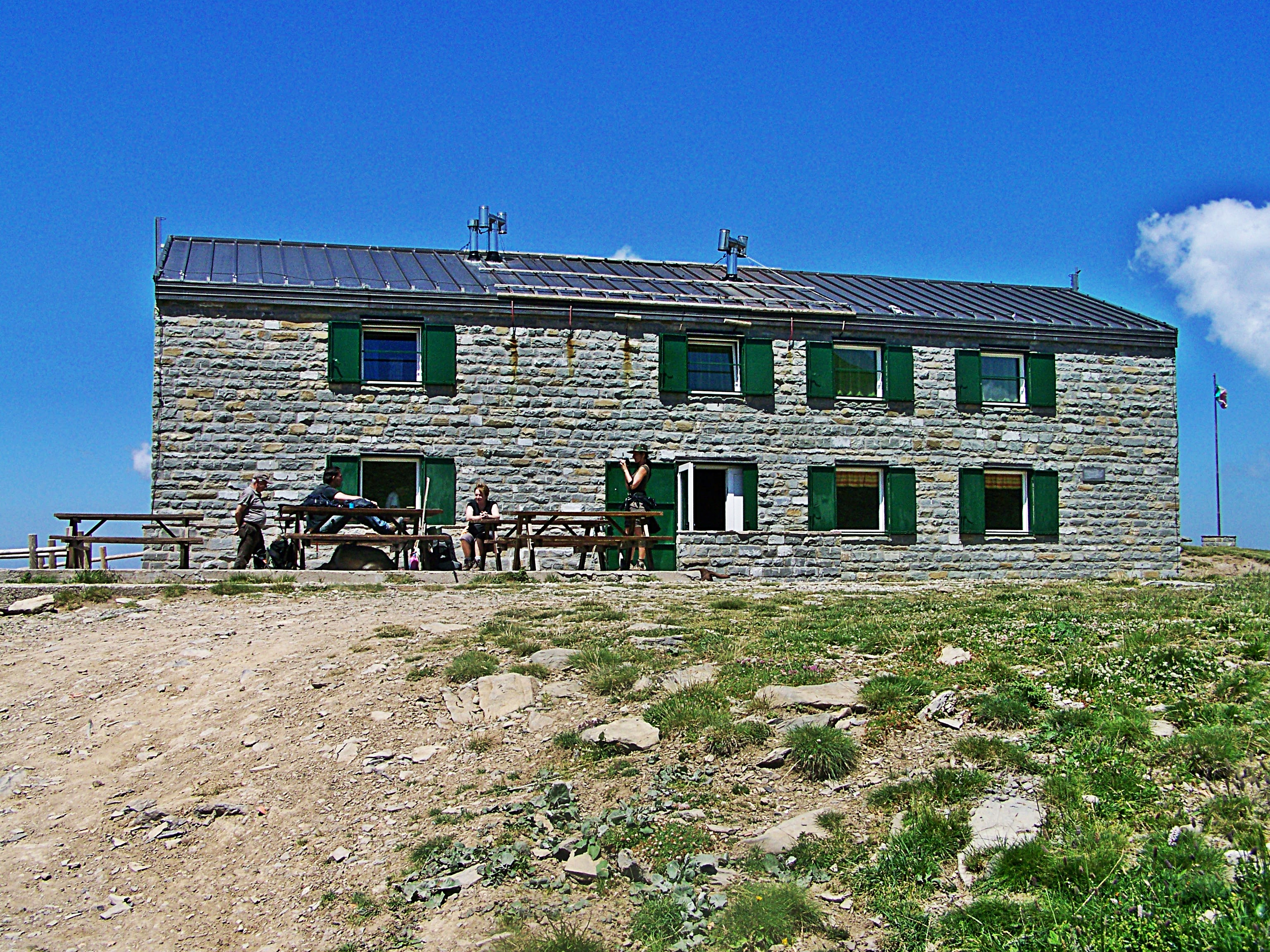
Rifugio Duca degli Abruzzi

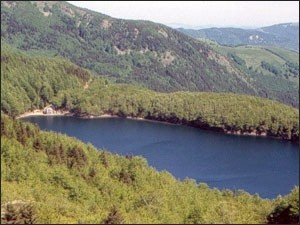
Lago Santo parmense

Da est ad ovest il percorso parte da Bocca Trabaria, al confine fra Umbria e Marche, ed arriva fino al passo dei Due Santi, al confine tra le province di Parma e di Massa Carrara, dove inizia l'Alta Via dei Monti Liguri. Il sentiero è segnalato da bandierine verniciate bianche e rosse, con la scritta "GEA" in nero al centro e da cartelli su pali che indicano i tempi di percorrenza parziali. Al termine di ogni tappa è presente una struttura ricettiva che garantisce vitto e alloggio, in alcuni casi definita "Posto Tappa GEA".
Quasi tutta la GEA è percorribile, a volte con varianti rispetto al percorso a piedi, anche dalle mountain bike.

### Tappe
1. Bocca Trabaria - Passo di Viamaggio: lunghezza 20,5 km; dislivello in salita 510 m; dislivello in discesa 570 m
2. Passo di Viamaggio - Caprese Michelangelo: lunghezza 17,5 km; dislivello in salita 380 m; dislivello in discesa 600 m
3. Caprese Michelangelo - Chiusi della Verna: lunghezza 11,5 km; dislivello in salita 1050 m; dislivello in discesa 350 m
4. Chiusi della Verna - Badia Prataglia: lunghezza 22,3 km; dislivello in salita 850 m; dislivello in discesa 950 m
5. Badia Prataglia - Camaldoli (o Passo la Calla): lunghezza 19,75 km; dislivello in salita 1370 m; dislivello in discesa 850 m
6. Camaldoli (o Passo la Calla) - Passo del Muraglione: lunghezza 14 km; dislivello in salita 860 m; dislivello in discesa 920 m
7. Passo del Muraglione - Casaglia (o Passo della Colla di Casaglia): lunghezza 22,2 km; dislivello in salita 720 m; dislivello in discesa 700 m
8. Casaglia (o Passo della Colla di Casaglia) - Passo del Giogo: lunghezza 9,2 km; dislivello in salita 220 m; dislivello in discesa 250 m
9. Passo del Giogo - Passo della Futa: lunghezza 12,3 km; dislivello in salita 620 m; dislivello in discesa 600 m [2]
10. Monte di Fo - Montepiano
11. Montepiano - Rifugio Pacini
12. Rifugio Pacini - Pracchia : lunghezza 25,5 km; dislivello in salita 500 m; dislivello in discesa 700 m
13. Pracchia - Rifugio "Duca degli Abruzzi" al Lago Scaffaiolo
14. Rifugio "Duca degli Abruzzi" al Lago Scaffaiolo - Abetone, frazione Boscolungo
15. Abetone, frazione Boscolungo - Lago Santo modenese
16. Lago Santo modenese - Passo delle Radici
17. Passo delle Radici - Rifugi "Battisti" e "Bargetana"
18. Rifugi Battisti/Bargetana - Passo della Pradarena
19. Passo della Pradarena - Passo del Cerreto
20. Passo del Cerreto - Rifugio Sarzana
21. Rifugio Sarzana - Pratospilla (via Passo del Lagastrello o via Ponte sull'Enza)
22. Pratospilla - Rifugio Mariotti al Lago Santo parmense
23. Rifugio Mariotti al Lago Santo parmense - Passo della Cisa : lunghezza 18,8 km; dislivello in salita 1072 m; dislivello in discesa 528 m
24. Passo della Cisa - Passo del Brattello
25. Passo del Brattello - Passo dei Due Santi

Nel suo percorso il sentiero si inoltra in numerose aree protette attraversando piccoli borghi medievali, villaggi, boschi e crinali altamente panoramici .